# Todos sus grandes exitos en español
Todos sus grandes exitos en español este un dublu album al lui Al Bano publicat în Spania în 2008. Conține un CD cu noi versiuni ale marilor sale hituri cântate în limba spaniolă și un DVD cu melodii în italiană prezentate sub formă de videoclipuri și înregistrări de la concerte.

## Track list CD
1. Felicidad  (Cristiano Minellono, Dario Farina, Gino De Stefani, Luis Gómez Escolar, Romina Power)
2. Siempre siempre  (Claude Lemesly, Michel Carrè, Michel Gouty, Vito Pallavicini)
3. Sharazan  (Al Bano, Ciro Dammicco, Romina Power, Stefano Dammicco)
4. Arena blanca mar azul  (Al Bano, Romina Power)
5. La mañana  (Ruggiero Leoncavallo, Vito Pallavicini)
6. En el sol  (Al Bano, Pino Massara, Vito Pallavicini)
7. Nuestra primera noche  (Al Bano, Romina Power)
8. Pasarà  (Cristiano Minellono, Dario Farina)
9. Su cara su sonrisa  (Fryderyk Chopin, Vito Pallavicini, Detto Mariano, Al Bano)
10. Tu para siempre  (Fabrizio Berlincioni, Al Bano, Alterisio Paoletti)
11. Amor de medianoche  (Al Bano, Vito Pallavicini)
12. Vivirlo otra vez  (Al Bano, Romina Power)
13. Volare  (Domenico Modugno, Franco Migliacci)
14. Viejo Sam  (Al Bano, Vito Pallavicini)
15. Granada dream  (Agustin Lara, Victor Bach)
16. Negra sombra  (Juan Montes, Rosalía de Castro, Al Bano, Alterisio Paoletti)

## Track list DVD
1. È la mia vita  (Maurizio Fabrizio, Pino Marino)
2. Notte a Cerano  (Al Bano)
3. La zappa picca pane pappa  (Al Bano, Romina Power)
4. We'll live it all again  (Al Bano, Romina Power)
5. Le radici del cielo   (Al Bano, Pino Aprile)
6. Ave Maria (Live)  (Johann Sebastian Bach, Charles Gounod)
7. Volare  (Domenico Modugno, Franco Migliacci)
8. Nessun dorma  (Giacomo Puccini, Giuseppe Adami, Renato Simoni - din opera Turandot)
9. Felicità  (Cristiano Minellono, Dario Farina, Gino De Stefani)
10. E lucevan le stelle (Live)  (Giacomo Puccini, Luigi Illica, Giuseppe Giacosa - din opera Tosca)
11. 13, storia d'oggi (Live_  (Al Bano, Vito Pallavicini)
12. The house of the rising sun (Live)  (tradițional, Al Bano, Al Camarro, Carrera, Mogol, Vito Pallavicini)
13. La siepe (Live)  (Vito Pallavicini, Pino Massara)
14. Io di notte (Live)  (Alessandro Colombini, Al Bano)
15. Devo dirti di no (Live)  (Curtis Mayfield, Vito Pallavicini)